# جوي ديديو
جوي ديديو (بالإنجليزية: Joey Dedio)‏ هو ممثل أمريكي، ولد في 11 سبتمبر 1963.

## وصلات خارجية
- جوي ديديو على موقع IMDb (الإنجليزية)
- جوي ديديو على موقع ألو سيني (الفرنسية)
- جوي ديديو على موقع أول موفي (الإنجليزية)
- جوي ديديو على موقع قاعدة بيانات الفيلم (الإنجليزية)
- جوي ديديو على موقع كينوبويسك (الروسية)